# Joutseno kyrka
Joutseno kyrka (finska: Joutsenon kirkko) är en kyrkobyggnad i finländska Joutseno i Södra Karelen. Den är församlingskyrka i Joutseno församling inom Evangelisk-lutherska kyrkan i Finland.
Kyrkan ritades av Josef Stenbäck i nationalromantisk stil och stod färdig 1921; åren 1965 och 1996 genomgick den reparationer. Kyrkobyggnaden är uppförd i betong. Antalet sittplatser uppgår till 600. Bland inventarierna finns en 26-stämmig orgel tillverkad av Kangasala orgelbyggeri.
Den nuvarande kyrkan är den tredje som byggts i Joutseno. Den allra första kyrkan, uppförd på 1600-talet, revs på grund av dåligt skick 1758, och den andra brann ned under finska inbördeskriget 1918.